# Saint-Rémy-de-Chargnat
Saint-Rémy-de-Chargnat – miejscowość i gmina we Francji, w regionie Owernia-Rodan-Alpy, w departamencie Puy-de-Dôme.
Według danych na rok 1990 gminę zamieszkiwało 389 osób, a gęstość zaludnienia wynosiła 63 osoby/km² (wśród 1310 gmin Owernii Saint-Rémy-de-Chargnat plasuje się na 479. miejscu pod względem liczby ludności, natomiast pod względem powierzchni na miejscu 950.).